# Pöllat
Pöllat este un curs de apă cu lungimea de aproximativ 10 km care curge în partea bavareză a Alpilor Ammergau. În amonte de Castelul Neuschwanstein curge prin defileul Pöllat, putând fi observat de pe punctul de observație de pe podul Marienbrücke aflat la înălțimea de 90 de metri, care îi conferă pârâului o recunoaștere specială.

## Geografie
Pöllat este creat de confluența mai multor izvoare din apropiere care curg de pe Jägeralpe (1430 m), mai la vale de șaua care separă masivele Hochblasse (1989 m), Schäfersblasse (1764 m) și Ochsenälpeleskopf (1905 m). De acolo curge mai întâi în direcția vest până la Bleckenau, o fostă cabană de vânătoare a regelui Ludovic al II-lea din Bavaria aflată la altitudinea de 1167 m. El primește în partea dreaptă apele pârâului Köllebach și traversează locul unde se află meteoritul Neuschwanstein, care a căzut aici la 6 aprilie 2002, ora 22:20:18 MESZ. În aval de Bleckenau, Pöllat ia o direcție nord-vest. Din sud-vest (la stânga), el curge în continuare. În continuare, cursul râului Pöllat își pierde caracterul sălbatic și curge înspre nord încă aproximativ 3 km până la Mühlberg scurgându-se în Bannwaldsee, care se varsă în Mühlberger Ach. Cu puțin înainte de vărsare, el primește apele râului Hammergraben ca afluent de dreapta. Prin intermediul râului Lech și a Dunării apele râului Pöllat se varsă în Marea Neagră. Panta medie a râului Pöllat este de 7%.
De la podul Sf. Maria peste Bleckenau și până la Jägeralpe șerpuiește o alee parțial pavată, paralel cu râul de-a lungul văii. Aceasta este închisă circulației publice. În sezonul de vară există un serviciu de transport cu autobuzul de mai multe ori pe zi între Hohenschwangau și Bleckenau.

## Inundații
Cursul râului Pöllat variaza foarte mult. Mai ales după ploi abundente, mase enorme de apă curg din munți, aducând cu ele cantități mari de moloz - roci, bolovani și resturi lemnoase - care se acumulează în spații închise și, astfel, pot declanșa inundații. Astfel de evenimente au existat în trecut, ca la sărbătoarea Cincizecimei din anul 1999, provocând pagube mari sistemelor de siguranță din defileul Pöllat și podurilor de peste râu. Un potop cu o frecvență la 100 de ani este estimat a avea un debit de 79 m³/s.
De aceea, în toamna anului 2002, a fost construit în amonte de Marienbrücke un baraj care constă din 21 de grinzi de oțel beton, care depășesc albia râului cu până la 4,5 m. Barajul format are o capacitate de 10.000 m³ de resturi colectate. Bazinele hidrografice din amonte de baraj însumează 18,4 km².

## Imagini

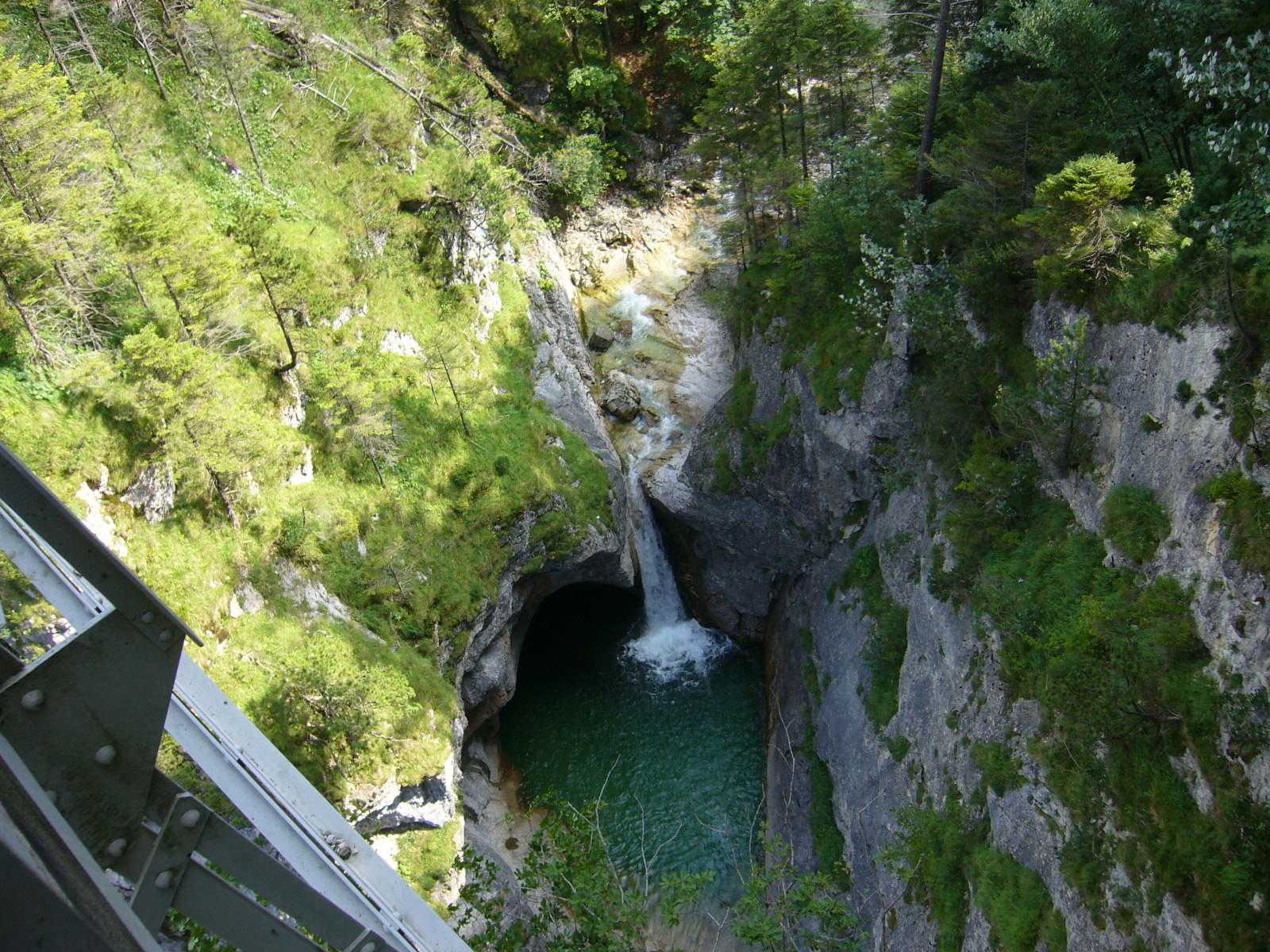
Pöllat văzut de pe Marienbrücke - în amonte
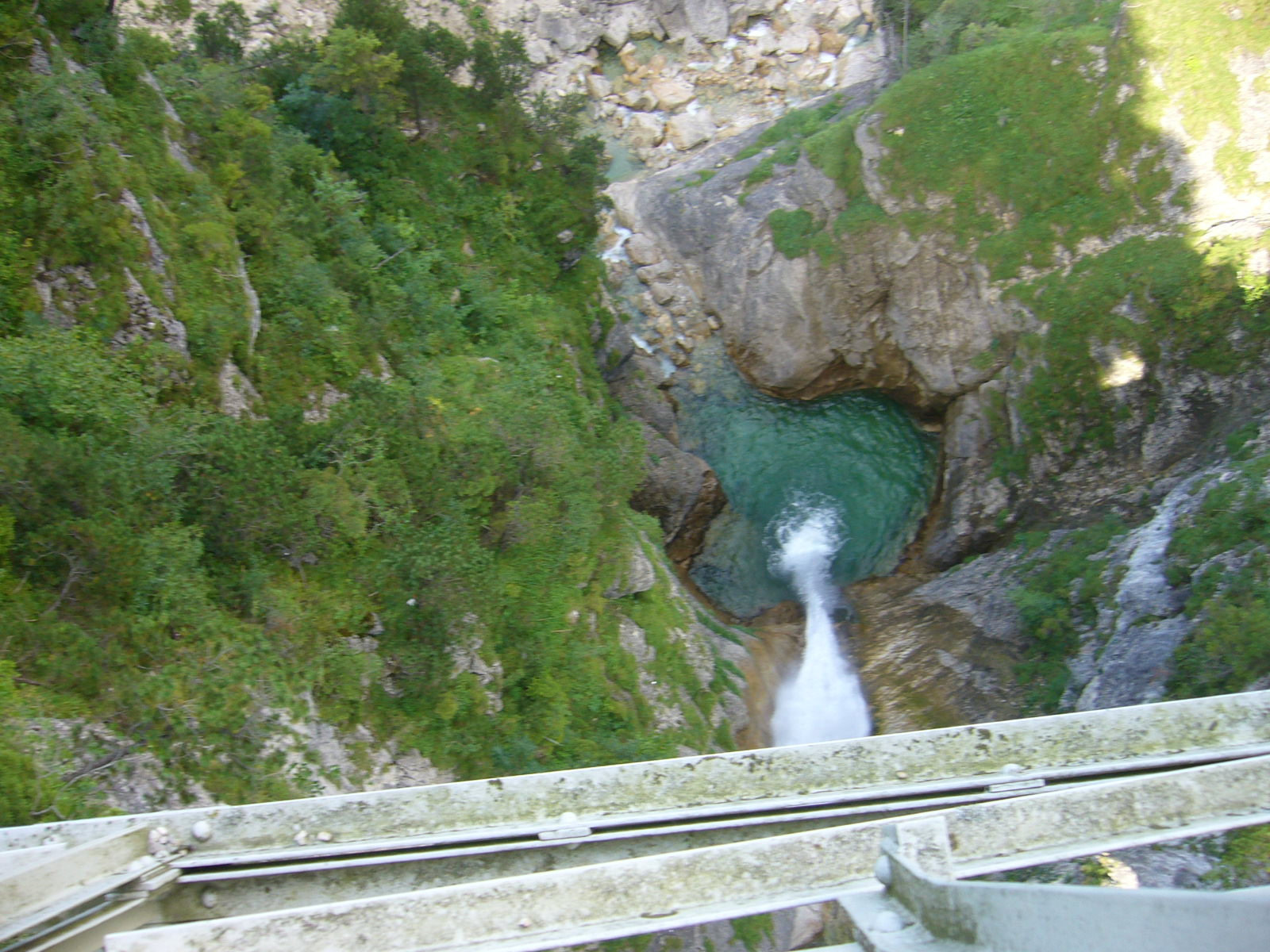
Pöllat văzut de pe Marienbrücke - în aval
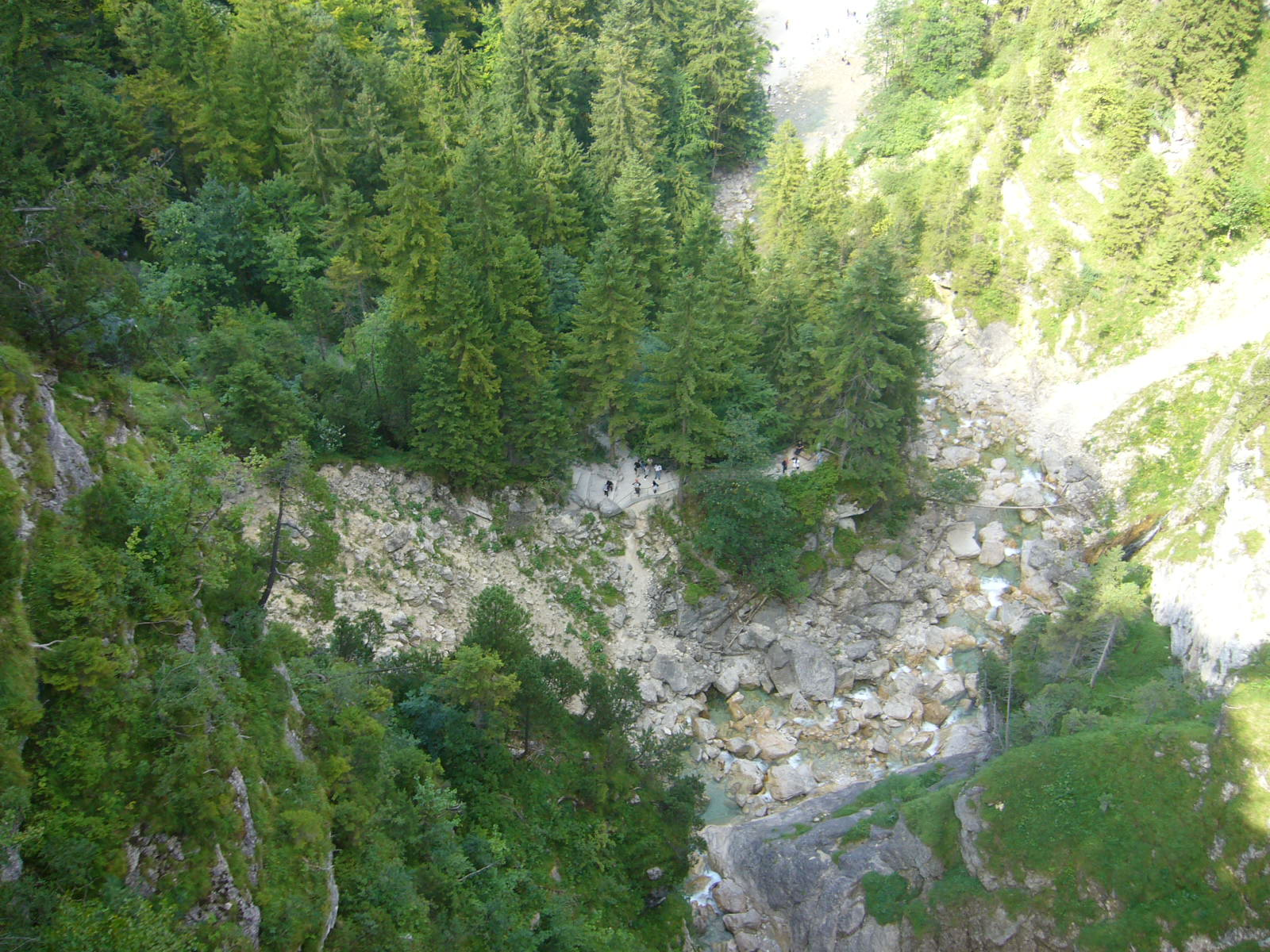
Pöllat văzut de pe Marienbrücke - în aval